# Cesar Sujnin
Cesar Sujnin (垂仁天皇 "Sujnin-tenno"), znan tudi kot Ikumeiribikoisači no Mikoto, je bil 11. japonski cesar v skladu s tradicionalnim nasledstvom. Cesarjevi vladavini ne moremo pripisati trdnih datumov, po konvencijah pa naj bi vladal med leti 29 in 70.

## Legenda
Sujnin je po mnenju zgodovinarjev "legendarni cesar", saj so podatki o njem skopi. Ni dovolj materiala, ki bo dovoljeval nadaljnje študije in verifikacijo. Vladavina 29. cesarja Kinmeja je prva, za katero lahko sodobno zgodovinopisje priskrbi preverljive datume, imena in datume za zgodnje cesarje pa so potrdili v času 50. cesarja dinastije Jamato, Kanmuja. Ime Sujnin-tenno so mu dodali kasneje.
Legenda pravi, da je pred približno 2.000 leti cesar Sujnin naročil hčerki, princesi Jamatohime-no-mikoto, da poišče primeren stalen kraj, kjer bi se izvajale ceremonije v čast božanstvu sonca Amaterasu-omikami. Po dvajsetih letih iskanja se je ustavila na območju Iseja, kjer je ustanovila svetišče v Iseju. V skladu s tradicijo svetišča Asama so princeso Konohanasakuja prvič častili v osmem mesecu tretjega leta vladavine cesarja Sujnina.
Nihon Šoki beleži rokoborsko tekmovanje med Nomi no Sukunejem in Taima no Kehajo kot izvor borb sumaj (sumo borb). Preko podobnih zgodb so Japonci pogosto sprejeli vladarjev zgodovinski obstoj brez kakršnihkoli oprijemljivih zapisov.
Džien je zapisal, da je bil Tehiede Tuhojo tretji sin cesarja Sudžina, in da je vladal iz palače Takami-no-mija pri Makimuku v kasnejši provinci Jamato. Pojasnjuje tudi, da je bila v času vladavine cesarja Sujnina v svetišče v Iseju imenovana prva visoka svečenica sajo/sajgu.
Sujnin je posmrtno ime. Nesporno je kitajsko po obliki in budistično po implikaciji, kar nakazuje, da je bilo dodano stoletja kasneje, v času, ko so v Kodžiki dodajali ledende o izvoru dinastije Jamato.
Legenda o princesi Kaguji temelji na Sujninovi zgodbi s Kaguja-hime-no-Mikoto, eno njegovih družic.
Dejanski kraj Sujninovega pokopa ni znan. Tradicionalno se ga spominjajo v misasagiju v Nari. Cesarsko posvečen mavzolej se imenuje Sugavara no Fušimi no higaši no misasagi. Sujninova grobnica je v Niši-mačiju, Amagacudži, mesto Nara. Ta grobnica kofunskega tipa ima na sredini otok v značilni obliki ključavnice znotraj velikega jarka z vodo.

## Družice in otroci
Cesarica (prva): Sahohime (狭穂姫命), hčerka Hikoimasu (彦坐王)
- Princ Homucuvake (誉津別命)

Cesarica (druga): Hibasuhime (日葉酢媛命), hči Tanba no Mičinoušija (丹波道主王)
- Princ Inišikiirihiko (五十瓊敷入彦命)
- Princ Ootarašihikoosirovake (大足彦忍代別尊), cesar Kejko
- Princesa Oonakacuhime (大中姫命)
- Princesa Jamatohime (倭姫命), sajo
- Princ Vakakiniirihiko (稚城瓊入彦命)

Nubataniirihime (渟葉田瓊入媛), mlajša sestra Hibasuhime
- Princ Nutešicake (鐸石別命), prednik klana Vake
- Princesa Ikatarašimime (胆香足姫命)

Matonohime (真砥野媛), mlajša sestra Hibasuhime
Azaminiirihime (薊瓊入媛), mlajša sestra Hibasuhime
- Princ Ikohajavake (息速別命)
- Princesa Vakaasacuhime (稚浅津姫命)

Kagujahime (迦具夜比売), hči Oocucukivabe (大筒木垂根王)
- Princ Onabe (袁那弁王)

Kanihatatobe (綺戸辺), hči Jamaširo no Ookuni no Fuči (山背大国不遅)
- Princ Ivacukuvake (磐撞別命), prednika klana Mio (三尾氏)
- Princesa Futadžiiirihime (両道入姫命), žena Jamatotakeruja, mati cesarja Čuaja

Karihatatobe (苅幡戸辺), starejša sestra Kanihatatobe
- Princ Oočivake (祖別命)
- Princ Ikatarašihiko (五十日足彦命)
- Princ Itakeruvake (胆武別命)

neznana
- Princ Tuburame (円目王)